# Sydax confragus
Sydax confragus là một loài bọ cánh cứng trong họ Cerambycidae.